# Gornja Lokošnica
Gornja Lokošnica (en serbe cyrillique : Горња Локошница) est un village de Serbie situé sur le territoire de la Ville de Leskovac, district de Jablanica. Au recensement de 2011, il comptait 110 habitants.

## Démographie
| 1948 | 1953 | 1961 | 1971 | 1981 | 1991 | 2002 | 2011 |
| ---- | ---- | ---- | ---- | ---- | ---- | ---- | ---- |
| 302  | 296  | 260  | 234  | 216  | 165  | 134  | 110  |

|  |